# Fischbach
Fischbach (luxembourgsk: Fëschbech) er en kommune og et byområde i storhertugdømmet Luxembourg. Kommunen, som har et areal på 19,61 km², ligger i kantonen Mersch i distriktet Luxembourg. I 2005 havde kommunen 684 indbyggere. 
49°44′00″N 6°11′00″Ø / 49.7333°N 6.1833°Ø
- Wikimedia Commons har flere filer relateret til Fischbach